# Saint-Georges-de-Chesné

Saint-Georges-de-Chesné este o comună în departamentul Ille-et-Vilaine, Franța. În 1 ianuarie 2018 avea o populație de 708 de locuitori.